# Phanerotoma zinovjevi
Phanerotoma zinovjevi är en stekelart som beskrevs av Vladimir Ivanovich Tobias 2000. Phanerotoma zinovjevi ingår i släktet Phanerotoma och familjen bracksteklar. Inga underarter finns listade i Catalogue of Life.